# Rudnyj (ort i Kazakstan)
Rudnyj (kazakiska: Rūdnyy, ryska: Рудный) är en ort i Kazakstan.   Den ligger i oblystet Qostanaj, i den nordvästra delen av landet, 600 km väster om huvudstaden Astana. Rudnyj ligger 167 meter över havet och antalet invånare är 124 000.
Terrängen runt Rudnyj är platt åt sydväst, men åt nordost är den kuperad. Runt Rudnyj är det ganska glesbefolkat, med 43 invånare per kvadratkilometer. Det finns inga andra samhällen i närheten. Runt Rudnyj är det i huvudsak tätbebyggt.